# FCR 2001 Duisburg/Namen und Zahlen
Dieser Artikel dient der Darstellung bedeutender Statistiken zum Verein FCR 2001 Duisburg, für die im Hauptartikel nur wenig Platz ist. An wichtigen Stellen wird dort auf einzelne Abschnitte dieser Datensammlung verlinkt.

## Endspielstatistiken

### Deutsche Meisterschaft 1997
| FC Rumeln-Kaldenhausen – Grün-Weiß Brauweiler – 1:1 n. V. (0:0, 0:0), 3:5 i. E. | |
| Austragungsort                                                                  | Duisburg, 8. Juni 1997, 5.000 Zuschauer |
| Aufstellung                                                                     | Désirée Sesek – Melanie Hoffmann – Claudia Mandrysch, Nicole Ferber – Christina Puls (62. Ellen van Bergen), Martina Voss, Jutta Nardenbach, Maren Meinert, Sandra Albertz (105. Daniela Arndt) – Inka Grings, Jolanta Nieczypor |
| Trainer                                                                         | Jürgen Krust |
| Tore                                                                            | 1:0 Inka Grings (91.), 1:1 Patricia Menge (117.) |
| Elfmeterschießen                                                                | 0:1 Bettina Wiegmann, 1:1 Maren Meinert, 1:2 Petra Vidmar, 2:2 Melanie Hoffmann, 2:3 Andrea Klein, 3:3 Claudia Mandrysch, 3:4 Ursula Gertheinrich, Daniela Arndt (verschossen), 3:5 Claudia Klein                                |

### DFB-Pokal

#### 1998
| FCR Duisburg 55 – FSV Frankfurt – 6:2 (4:1) | |
| Austragungsort                              | Berlin, 16. Mai 1998, 35.000 Zuschauer |
| Aufstellung                                 | Ursula McKnight – Melanie Hoffmann – Claudia Mandrysch, Jutta Nardenbach – Meike Fitzner, Daniela Arndt, Maren Meinert (70. Michaela Kubat), Martina Voss, Sandra Albertz – Jolanta Nieczypor (87. Christa Schäpertöns), Inka Grings |
| Trainer                                     | Jürgen Krust |
| Tore                                        | 1:0 Inka Grings (4.), 2:0 Jolanta Nieczypor (7.), 3:0 Maren Meinert (18.), 4:0 Jolanta Nieczypor (30.), 4:1 Gaby König-Vialkowitsch (42.), 5:1 Inka Grings (48.), 5:2 Katja Bornschein (52.), 6:2 Inka Grings (90.)                  |

#### 1999
| FCR Duisburg 55 – 1. FFC Frankfurt – 0:1 (0:1) | |
| Austragungsort                                 | Berlin, 12. Juni 1999, 20.000 Zuschauer |
| Aufstellung                                    | Andrea Schaller – Melanie Hoffmann – Claudia Mandrysch, Iris Flacke (85. Michaela Kubat) – Kerstin Stegemann, Meike Fitzner (64. Christa Schäpertöns), Martina Voss (8. Stephanie Schubert), Sandra Smisek, Sandra Albertz – Maren Meinert, Inka Grings |
| Trainer                                        | Jürgen Krust |
| Tore                                           | 0:1 Nia Künzer (43.) |

#### 2003
| 1. FFC Frankfurt – FCR 2001 Duisburg – 1:0 (0:0) | |
| Austragungsort                                   | Berlin, 31. Mai 2003, 30.000 Zuschauer |
| Aufstellung                                      | Kerstin Wasems – Carina Chojnacki, Petra Hauser, Linda Bresonik (52. Elena Hauer), Stephanie Schubert – Jennifer Oster (86. Melanie Krohnen), Anne van Bonn, Martina Voss, Mirja Kothe (65. Corina Schröder) – Inka Grings, Shelley Thompson |
| Trainer                                          | Jürgen Krust |
| Tore                                             | 1:0 Martina Voss (89., Eigentor) |

#### 2007
| 1. FFC Frankfurt – FCR 2001 Duisburg – 1:1 (1:1), 4:1 i. E. | |
| Austragungsort                                              | Berlin, 26. Mai 2007, 20.000 Zuschauer |
| Aufstellung                                                 | Kathrin Längert (90. Lena Hohlfeld) – Anne van Bonn, Annike Krahn, Sonja Fuss, Corina Schröder – Vanessa Martini, Fatmire Bajramaj, Patricia Hanebeck, Nicole Bender – Simone Laudehr (12. Verena Hagedorn, 81. Viola Odebrecht), Inka Grings |
| Trainer                                                     | Thomas Obliers |
| Tore                                                        | 1:0 Renate Lingor (3., Foulelfmeter), 1:1 Sonja Fuss (45.) |
| Elfmeterschießen                                            | 1:0 Birgit Prinz, Vanessa Martini (gehalten), 2:0 Sandra Smisek, 2:1 Sonja Fuss, 3:1 Louise Hansen, Patricia Hanebeck (gehalten), 4:1 Petra Wimbersky                                                                                         |

#### 2009
| 1. FFC Turbine Potsdam – FCR 2001 Duisburg – 0:7 (0:2) | |
| Austragungsort                                         | Berlin, 30. Mai 2009, 20.000 Zuschauer |
| Aufstellung                                            | Kathrin Längert – Linda Bresonik, Sonja Fuss, Annike Krahn, Alexandra Popp – Marina Hegering (70. Elena Hauer), Annemieke Kiesel (56. Jennifer Oster) – Femke Maes, Fatmire Bajramaj, Simone Laudehr (75. Turid Knaak) – Inka Grings |
| Trainerin                                              | Martina Voss |
| Tore                                                   | 0:1 Fatmire Bajramaj (28.), 0:2 Annemieke Kiesel (37.), 0:3 Annemieke Kiesel (47.), 0:4 Femke Maes (50.), 0:5 Inka Grings (54.), 0:6 Inka Grings (86.), 0:7 Alexandra Popp (90.)                                                     |

#### 2010
| FCR 2001 Duisburg – FF USV Jena – 1:0 (0:0) | |
| Austragungsort                              | Köln, 15. Mai 2010, 26.282 Zuschauer |
| Aufstellung                                 | Ursula Holl – Luisa Wensing (90.+1 Marina Himmighofen), Linda Bresonik, Annike Krahn, Alexandra Popp – Jennifer Oster (64. Turid Knaak), Annemieke Kiesel (57. Kozue Andō), Marina Hegering, Simone Laudehr – Inka Grings, Femke Maes |
| Trainerin                                   | Martina Voss-Tecklenburg |
| Tore                                        | 1:0 Annike Krahn (51.) |

### UEFA-Women’s-Cup-Endspiele 2009
| Swesda 2005 Perm – FCR 2001 Duisburg – 0:6 (0:1) | |
| Austragungsort                                   | Kasan, 16. Mai 2009, 500 Zuschauer |
| Aufstellung                                      | Kathrin Längert – Linda Bresonik, Annike Krahn, Sonja Fuss, Alexandra Popp – Marina Hegering, Annemieke Kiesel (46. Anne van Bonn) – Femke Maes, Fatmire Bajramaj (75. Turid Knaak), Simone Laudehr (62. Jennifer Oster) – Inka Grings |
| Trainerin                                        | Martina Voss |
| Tore                                             | 0:1 Femke Maes (42.), 0:2 Inka Grings (64., Elfmeter), 0:3 Fatmire Bajramaj (70.), 0:4 Femke Maes (82.), 0:5 Inka Grings (84.), 0:6 Inka Grings (90.+1.)                                                                               |

| FCR 2001 Duisburg – Swesda 2005 Perm – 1:1 (1:1) | |
| Austragungsort                                   | Duisburg, 22. Mai 2009, 28.112 Zuschauer |
| Aufstellung                                      | Kathrin Längert (77. Christina Bellinghoven) – Anne van Bonn, Annike Krahn, Sonja Fuss, Alexandra Popp – Marina Hegering, Annemieke Kiesel (50. Jennifer Oster) – Femke Maes, Fatmire Bajramaj, Simone Laudehr (69. Turid Knaak) – Inka Grings |
| Trainerin                                        | Martina Voss |
| Tore                                             | 0:1 Daryna Apanaschtschenko (26.), 1:1 Annike Krahn (45+1.) |

## FCR im Europapokal
Alle Ergebnisse aus Duisburger Sicht. Heimspiele sind mit einem H, Auswärtsspiele mit einem A und Spiele auf neutralem Platz mit einem N gekennzeichnet.

### Ergebnisse
| Saison  | Runde             | Gegner                          | Ort | Ergebnis            | Torschützen                                |
| ------- | ----------------- | ------------------------------- | --- | ------------------- | ------------------------------------------ |
| 2008/09 | 2. Runde          | WFC Naftokhimik                 | N   | 5:0                 | Laudehr (2), Grings (2), Kayikçi           |
| 2008/09 | 2. Runde          | UD Levante                      | N   | 5:0                 | Grings (2), Laudehr (2), Hartmann          |
| 2008/09 | 2. Runde          | Brøndby IF                      | N   | 4:1                 | Fuss, Grings, Kiesel, Eigentor             |
| 2008/09 | Viertelfinale     | 1. FFC Frankfurt                | A   | 3:1                 | Bresonik, Grings, Eigentor                 |
| 2008/09 | Viertelfinale     | 1. FFC Frankfurt                | H   | 2:0                 | Bresonik, Grings                           |
| 2008/09 | Halbfinale        | Olympique Lyon                  | A   | 1:1                 | Maes                                       |
| 2008/09 | Halbfinale        | Olympique Lyon                  | H   | 3:1                 | Grings (2), Bresonik                       |
| 2008/09 | Finale            | Swesda 2005 Perm                | A   | 6:0                 | Grings (3), Maes (2), Bajramaj             |
| 2008/09 | Finale            | Swesda 2005 Perm                | H   | 1:1                 | Krahn                                      |
| 2009/10 | Sechzehntelfinale | Universitet Wizebsk             | A   | 5:0                 | Grings (2), Hegering, Maes, Oliveira Leite |
| 2009/10 | Sechzehntelfinale | Universitet Wizebsk             | H   | 6:3                 | Grings (5), Maes                           |
| 2009/10 | Achtelfinale      | Linköpings FC                   | H   | 1:1                 | Laudehr                                    |
| 2009/10 | Achtelfinale      | Linköpings FC                   | A   | 2:0                 | Grings, Popp                               |
| 2009/10 | Viertelfinale     | Arsenal LFC                     | H   | 2:1                 | Grings, Hegering                           |
| 2009/10 | Viertelfinale     | Arsenal LFC                     | A   | 2:0                 | Himmighofen, Oster                         |
| 2009/10 | Halbfinale        | 1. FFC Turbine Potsdam          | H   | 1:0                 | Bresonik                                   |
| 2009/10 | Halbfinale        | 1. FFC Turbine Potsdam          | A   | 0:1 n. V. 1:3 i. E. | Fehlanzeige                                |
| 2010/11 | Qualifikation     | ŠK Slovan Bratislava            | N   | 3:0                 | Laudehr, Oster, Popp                       |
| 2010/11 | Qualifikation     | Crusaders Newtownabbey Strikers | N   | 6:1                 | Kiesel (2), Wensing (2), Roelvink, Krahn   |
| 2010/11 | Qualifikation     | Glasgow City LFC                | N   | 4:0                 | Grings (2), Kiesel, Laudehr                |
| 2010/11 | Sechzehntelfinale | CSHVSM Almaty                   | A   | 5:0                 | Grings (4), Laudehr                        |
| 2010/11 | Sechzehntelfinale | CSHVSM Almaty                   | H   | 6:0                 | Grings (4), Laudehr, B. Müller             |
| 2010/11 | Achtelfinale      | Fortuna Hjørring                | A   | 4:2                 | Grings, Islacker, Knaak, Wensing           |
| 2010/11 | Achtelfinale      | Fortuna Hjørring                | H   | 3:0                 | Weichelt (2), Islacker                     |
| 2010/11 | Viertelfinale     | Everton LFC                     | A   | 3:1                 | Popp (2), Andō                             |
| 2010/11 | Viertelfinale     | Everton LFC                     | H   | 2:1                 | Grings, Laudehr                            |
| 2010/11 | Halbfinale        | 1. FFC Turbine Potsdam          | A   | 2:2                 | Grings, Oster                              |
| 2010/11 | Halbfinale        | 1. FFC Turbine Potsdam          | H   | 0:1                 | –                                          |

### Torschützinnen
| Tore | Name |
| ---- | --- |
| 34   | Inka Grings |
| 7    | Simone Laudehr |
| 4    | Linda Bresonik, Annemieke Kiesel, Femke Maes, Alexandra Popp |
| 3    | Jennifer Oster, Luisa Wensing |
| 2    | Marina Hegering, Mandy Islacker, Annike Krahn, Stefanie Weichelt |
| 1    | Kozue Andō, Fatmire Bajramaj, Sonja Fuss, Charline Hartmann, Marina Himmighofen, Hasret Kayikçi, Turid Knaak, Ana Cristina Oliveira Leite, Barbara Müller, Mirte Roelvink |

## Saisonstatistik
| Saison | Liga              | Platz   | S  | U | N  | Tore  | Punkte | Pokal         | Europapokal | Beste Torschützin                      | Zuschauerschnitt |
| --- | ----------------- | ------- | -- | - | -- | ----- | ------ | ------------- | ----------- | -------------------------------------- | ---------------- |
| 1990/91 | Regionalliga West | 6.      | 9  | 2 | 9  | 31:56 | 20:20  | n.q.          | n. a.       |                                        |                  |
| 1991/92 | Regionalliga West | 2.      | 11 | 5 | 2  | 50:26 | 27:9   | n.q.          | n. a.       |                                        |                  |
| 1992/93 | Regionalliga West | 1.      | 12 | 5 | 1  | 42:17 | 29:7   | n.q.          | n. a.       |                                        |                  |
| 1993/94 | Bundesliga Nord   | 8.      | 4  | 5 | 9  | 24:43 | 13:23  | n.q.          | n. a.       |                                        |                  |
| 1994/95 | Bundesliga Nord   | 2.      | 13 | 3 | 2  | 60:18 | 29:7   | Viertelfinale | n. a.       | Maren Meinert (21)                     |                  |
| 1995/96 | Bundesliga Nord   | 3.      | 12 | 3 | 3  | 59:23 | 39     | Halbfinale    | n. a.       | Jolanta Nieczypor (21)                 |                  |
| 1996/97 | Bundesliga Nord   | 2.      | 15 | 1 | 2  | 60:12 | 46     | Halbfinale    | n. a.       | n. b.                                  |                  |
| 1997/98 | Bundesliga        | 3.      | 15 | 2 | 5  | 57:22 | 47     | Sieger        | n. a.       | Inka Grings Jolanta Nieczypor (je 13)  |                  |
| 1998/99 | Bundesliga        | 2.      | 18 | 2 | 2  | 77:14 | 56     | Finale        | n. a.       | Inka Grings (25)                       | 516              |
| 1999/00 | Bundesliga        | Meister | 20 | 0 | 2  | 85:10 | 60     | Viertelfinale | n. a.       | Inka Grings (38)                       | 589              |
| 2000/01 | Bundesliga        | 3.      | 12 | 4 | 6  | 43:39 | 40     | 1. Runde      | n.q.        | Inka Grings (16)                       | 481              |
| 2001/02 | Bundesliga        | 3.      | 14 | 2 | 6  | 61:34 | 44     | Viertelfinale | n.q.        | Melanie Hoffmann (19)                  | 431              |
| 2002/03 | Bundesliga        | 3.      | 14 | 2 | 6  | 58:32 | 44     | Finale        | n.q.        | Inka Grings (20)                       | 450              |
| 2003/04 | Bundesliga        | 4.      | 11 | 2 | 9  | 57:38 | 35     | Viertelfinale | n.q.        | Inka Grings, Patricia Hanebeck (je 11) | 542              |
| 2004/05 | Bundesliga        | 2.      | 18 | 2 | 2  | 91:20 | 56     | 1. Runde      | n.q.        | Shelley Thompson (30)                  | 696              |
| 2005/06 | Bundesliga        | 2.      | 17 | 4 | 1  | 91:11 | 55     | Halbfinale    | n.q.        | Inka Grings (27)                       | 980              |
| 2006/07 | Bundesliga        | 2.      | 16 | 3 | 3  | 76:25 | 51     | Finale        | n.q.        | Inka Grings (22)                       | 922              |
| 2007/08 | Bundesliga        | 2.      | 17 | 2 | 3  | 65:20 | 53     | Viertelfinale | n.q.        | Inka Grings (26)                       | 1.357            |
| 2008/09 | Bundesliga        | 3.      | 17 | 2 | 3  | 86:20 | 53     | Sieger        | Sieger      | Inka Grings (29)                       | 1.219            |
| 2009/10 | Bundesliga        | 2.      | 17 | 3 | 2  | 73:16 | 54     | Sieger        | Halbfinale  | Inka Grings (28)                       | 1.299            |
| 2010/11 | Bundesliga        | 3.      | 16 | 3 | 3  | 61:19 | 51     | Viertelfinale | Halbfinale  | Inka Grings (23)                       | 1.146            |
| 2011/12 | Bundesliga        | 4.      | 14 | 3 | 5  | 53:24 | 45     | Halbfinale    | n.q.        | Mandy Islacker (10)                    | 1.655            |
| 2012/13 | Bundesliga        | 9.      | 7  | 3 | 12 | 37:47 | 24     | Achtelfinale  | n.q.        | Mandy Islacker (15)                    | 720              |
| 2013/14 1 | Bundesliga        | 10.     | 6  | 4 | 12 | 27:45 | 22     | Achtelfinale  | n.q.        | Sofia Inguanta (11)                    | 655              |
| Anmerkung: Grün unterlegte Spielzeiten kennzeichnen einen Aufstieg. Fett markierte Spielerinnen wurden Torschützenkönigin. |                   |         |    |   |    |       |        |               |             |                                        |                  |

n. a. = nicht ausgetragen; n.q. = nicht qualifiziert

## WM-, EM- und Olympiateilnehmerinnen
Folgende deutsche Nationalspielerinnen nahmen während ihrer Zeit beim FCR 2001 Duisburg bzw. dessen Vorläufern an Welt- und Europameisterschaften sowie Olympischen Spielen teil.
| Name              | Weltmeisterschaften | Europameisterschaften | Olympische Spiele |
| ----------------- | ------------------- | --------------------- | ----------------- |
| Fatmire Bajramaj  | 2007                |                       | 2008              |
| Linda Bresonik    | 2003, 2011          | 2001, 2009            | 2008              |
| Sonja Fuss        | 2007                |                       |                   |
| Inka Grings       | 1999, 2011          | 1997, 2005, 2009      |                   |
| Melanie Hoffmann  | 1995, 1999          | 1997                  |                   |
| Ursula Holl       | 2011                |                       |                   |
| Annike Krahn      | 2007, 2011          | 2009                  | 2008              |
| Simone Laudehr    | 2007, 2011          | 2009                  | 2008              |
| Maren Meinert     | 1995, 1999          | 1997                  |                   |
| Alexandra Popp    | 2011                |                       |                   |
| Silke Rottenberg  | 2003                | 2005                  | 2004              |
| Sandra Smisek     | 1999                | 2001                  |                   |
| Kerstin Stegemann | 1999                |                       |                   |
| Martina Voss      | 1995, 1999          | 1997                  |                   |